# 豐功里
豐功里為臺灣新竹市東區轄下之行政區，附近有公道五交流道、新竹科學工業園區、台68線、世博台灣館、新竹馬偕紀念醫院、中油油庫等有名建設，大多數居住在這裡的上班族都工作於新竹科學工業園區。這裡最為具名的歷史文化遺址是日治時代海軍第六燃料廠舊址。

## 歷史沿革
本里里民過去多數為中國大陸隨軍來台現任軍人及已退役而且散居榮民居多，部份均自謀生活，生活亦較清寒但都自得其樂，熱於助人，以致鄰居們都和睦相處是安定社會的支柱，為感念榮民畢生奉獻國家辛勞故名豐功。

## 地理位置
本里界臨武功里、千甲里、軍功里、水源里、建功里、埔頂里、光明里等里。